# Сборная Румынии по мини-футболу
Национальная сборная Румынии по мини-футболу представляет Румынию на международных соревнованиях по мини-футболу. Не сумела квалифицироваться ни на один из чемпионатов мира, зато участвовала на Чемпионате Европы 2007 года. Тогда румыны не сумели выйти из группы, но сумели одержать одну победу — над сборной Чехии.
Также сборная Румынии участвовала на Чемпионате Европы 2012 года, где проиграла 1:2 хозяевам турнира сборной Хорватии и выиграла у сборной Чехии 3:1. Таким образом команда квалифицировалась со второго места в 1/4 финала турнира. В этой стадии они играли со сборной Испании. В первом тайме, сборная Румынии играла наравных с испанцами и тайм закончился со счётом 3:3. Но второй тайм завершился с итоговым поражением сборной Румынии 3:8

## Турнирные достижения

### Чемпионат мира по мини-футболу
- 1989 — 2000 — не участвовала
- 2004 — 2020 — не квалифицировалась

### Чемпионат Европы по мини-футболу
- С 1996 по 2003 — не участвовала
- 2005 — не квалифицировалась
- 2007 — 1-й раунд
- 2010 — не квалифицировалась
- 2012 — 1/4 финала
- 2014 — 1/4 финала
- 2016 — не квалифицировалась
- 2018 — 1-й раунд